# صفة (عمارة)
الصفّة (بتشديد الفاء) هي أصلا ما صار يعرف في الدول العربية بالإيوان، أشهر صفّة في التاريخ هي صفّة المسجد النبوي التي كان يجلس فيها أهل الصفة وكانت مسقوفة بالجريد. سميت صفّة لأن الجريد (أو الخشب أو غيره) صفّ على السقف. ثم أطلق اسم الصفّة على ما يعرف اليوم بالصوفا من الأثاث وكانت أولا مثل الدكة من الحجر أو الطابوق تصفّ عليها الوسائد وتستخدم في الإيوان أو غرف المعيشة الأخرى للجلوس وإستقبال الضيوف ثم أصبحت تصنع من الخشب.
في بعض الدول العربية يطلق اسم الصفة على الرف الذي تصف عليه القوارير. وصل الاسم إلى أوروبا عن طريق تركيا.